# 蔡如升
蔡如升（1914年—2006年6月25日），男，福建厦门人，中国心血管病专家，曾任中国医学科学院阜外心血管病医院教授、博士生导师。